# Tetrablemma brevidens
Espèce
Tetrablemma brevidens est une espèce d'araignées aranéomorphes de la famille des Tetrablemmidae.

## Distribution
Cette espèce est endémique de Hainan en Chine,,.

## Description
Les mâles mesurent de 1,19 à 1,24 mm et les femelles de 1,19 à 1,28 mm.

## Publication originale
- Tong & Li, 2008 : Tetrablemmidae (Arachnida, Araneae), a spider family newly recorded from China. Organisms, Diversity & Evolution, vol. 8, p. 84-98.